# PARADOX PARADE
『PARADOX PARADE』（パラドックス・パレード）は、a flood of circleの2枚目のアルバム。

## 概要
- 2009年7月にギターの岡庭匡志が失踪し、その後、4人のギタリストの助けを受け制作されたアルバム[1]。
- 当初はミニ・アルバムの予定だったが、3人になっても立ち止まってないことを主張しようと、フル・アルバムとなった[2]。
- いしわたり淳治が作詞面でプロデューサーとして参加している[1]。

## 収録曲
1. 博士の異常な愛情 - 3:38
2. Paradox - 3:18
3. Ghost - 3:47
4. アンドロメダ - 4:07
5. 月に吠える - 4:33
6. -session #3- - 0:54
7. Forest Walker - 4:36
8. 噂の火- 3:13
9. Flashlight & Flashback - 3:24
10. 水の泡 - 4:50
11. プリズム - 4:05

## ゲスト・ギタリスト
- 奥村大（wash?／ライブサポート） 「博士の異常な愛情」「水の泡」「Ghost」
- 菅波栄純（THE BACK HORN）「噂の火」「Forest Walker」
- 安高拓郎（椿屋四重奏）「Paradox」「Flashlight & Flashback」
- 竹尾典明（FoZZtone）「アンドロメダ」「プリズム」